# Saint-Martin-de-Beauville
Saint-Martin-de-Beauville (okzitanisch Sant Martin de Bòuvila) ist eine Gemeinde mit 156 Einwohnern (Stand: 1. Januar 2022) in Frankreich im Département Lot-et-Garonne in der Region Nouvelle-Aquitaine (vor 2016 Aquitanien). Saint-Martin-de-Beauville gehört zum Arrondissement Agen und zum Kanton Le Pays de Serres.

## Geografie
Saint-Martin-de-Beauville liegt etwa 15 Kilometer ostnordöstlich von Agen. Umgeben wird Saint-Martin-de-Beauville von den Nachbargemeinden Cauzac im Norden, Dondas im Osten und Nordosten, Tayrac im Süden und Südosten, Puymirol im Süden und Südwesten sowie La Sauvetat-de-Savères im Westen.

## Bevölkerungsentwicklung
| 1962                       | 1968 | 1975 | 1982 | 1990 | 1999 | 2006 | 2018 |
| -------------------------- | ---- | ---- | ---- | ---- | ---- | ---- | ---- |
| 177                        | 153  | 124  | 137  | 132  | 123  | 163  | 176  |
| Quellen: Cassini und INSEE |      |      |      |      |      |      |      |

## Sehenswürdigkeiten
- Kirche Saint-Sixte aus dem 11./12. Jahrhundert, seit 2000 Monument historique
- Kirche Saint-Martin

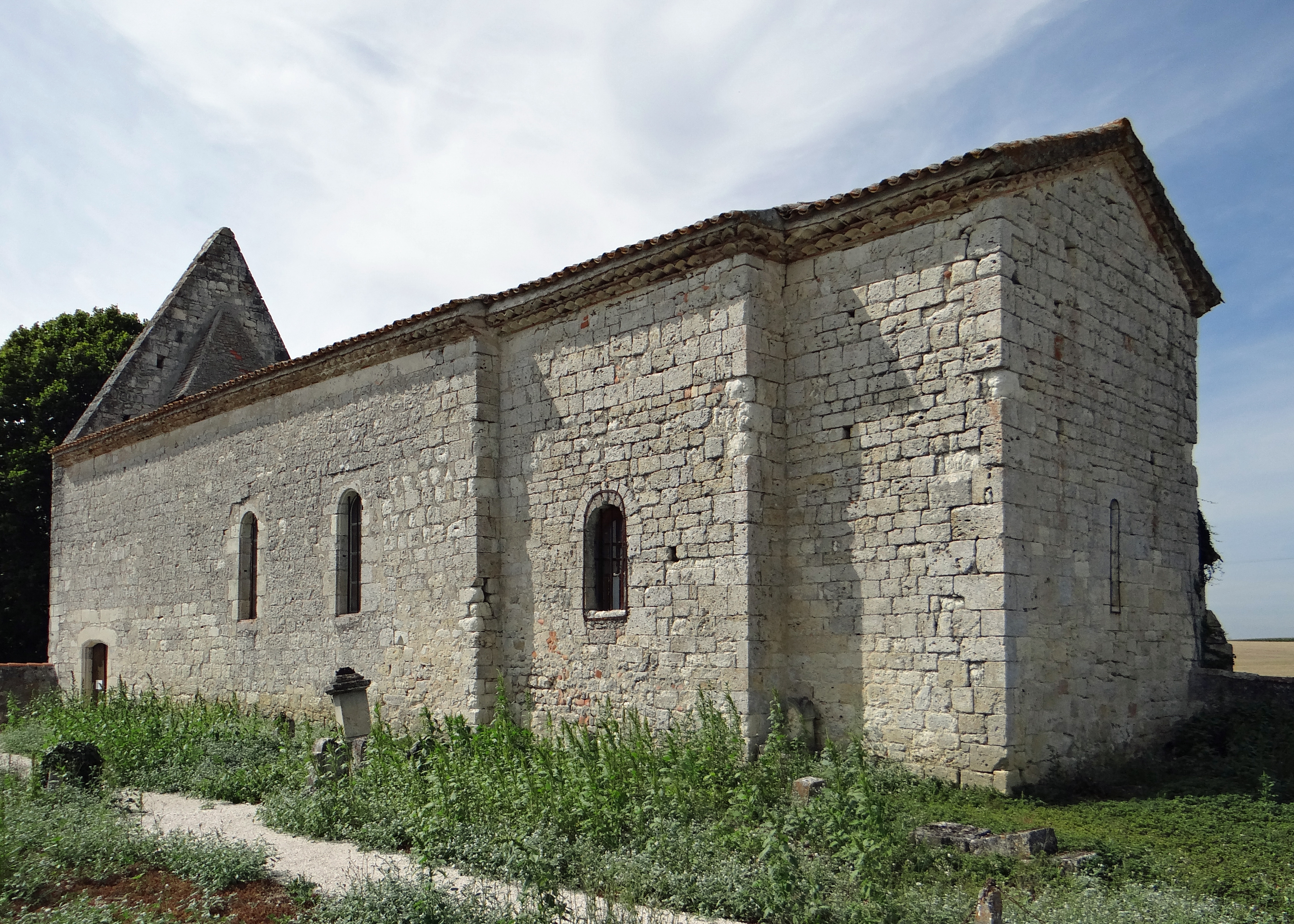
Kirche Saint-Sixte
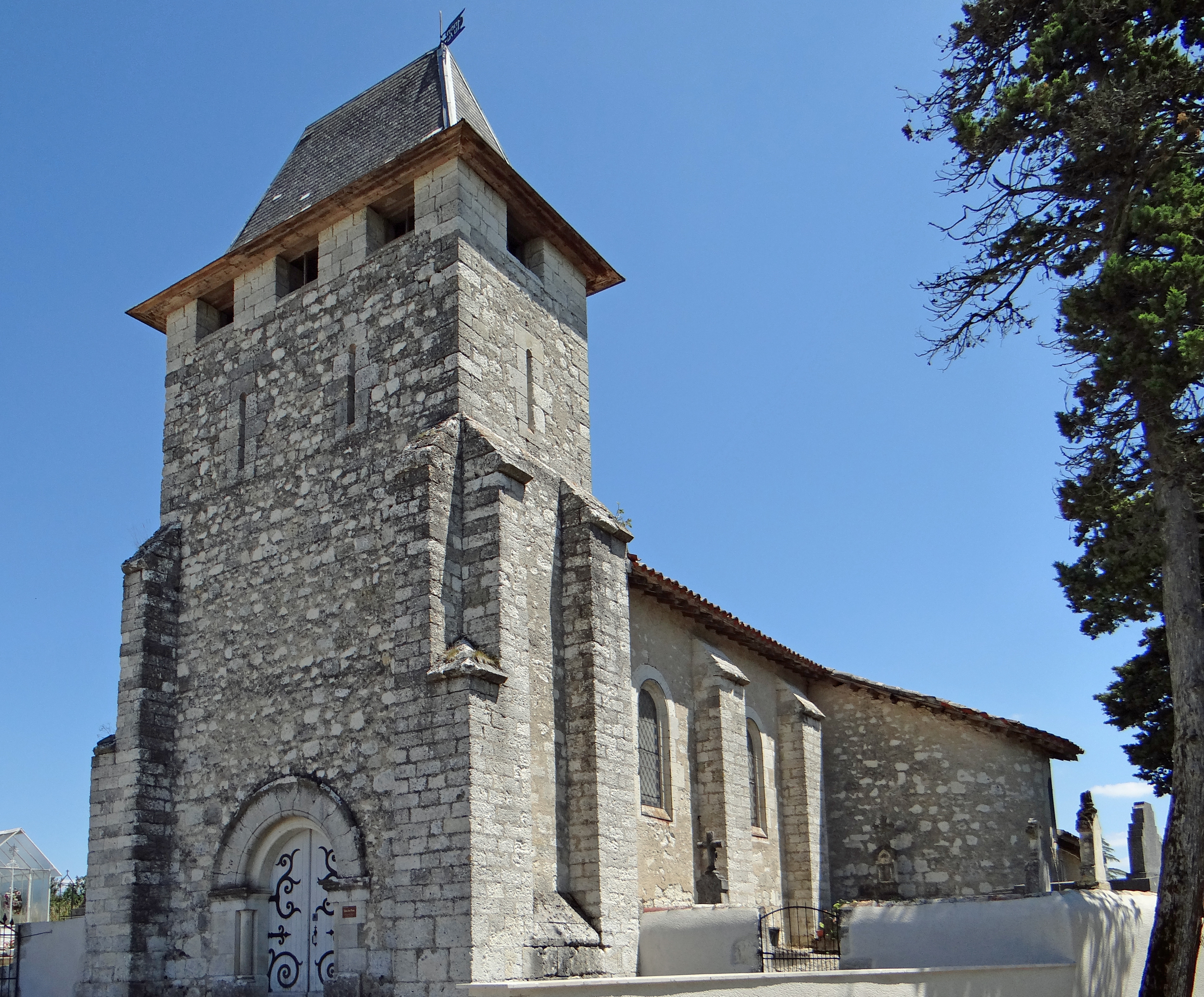
Kirche Saint-Martin